# Hongje-dong, Gangneung
Hongje-dong (koreanska: 홍제동) är en stadsdel i staden Gangneung i provinsen Gangwon i den nordöstra delen av Sydkorea, 170 km öster om huvudstaden Seoul.
I Hongje-dong ligger Gangneung stadshus.